# Center for Science and Culture
Il Center for Science and Culture (in inglese: Centro per la scienza e la cultura; abbreviato in CSC), già noto come Center for Renewal of Science and Culture (in inglese: Centro per il rinnovamento della scienza e della cultura; abbreviato in CRSC), è un centro studi statunitense che fa parte del Discovery Institute, un think tank della destra cristiana La CSC fa azioni di lobby a favore dell'inclusione del creazionismo, sotto forma del disegno intelligente (ID), nei corsi di scienze delle scuole  pubbliche come una spiegazione dell'origine della vita e dell'universo, mettendo in dubbio al contempo la teoria dell'evoluzione rappresentandola come una «teoria in crisi».
Queste posizioni sono state rigettate dalla comunità scientifica, che riconosce nel disegno intelligente un neo-creazionismo pseudoscientifico e che l'opposizione alla teoria dell'evoluzione è irrilevante al proprio interno.
Il Center for Science and Culture funziona da punto di raccolta per il movimento del disegno intelligente, in quanto quasi tutti i più prominenti esponenti del disegno intelligente sono consiglieri, ufficiali o membri del CSC: Stephen C. Meyer, fondatore del Discovery Institute e del CSC è membro anziano e vicepresidente; il program advisor è Phillip E. Johnson, considerato il padre del movimento e l'architetto della Wedge strategy e della campagna Teach the Controversy, come pure dell'emendamento Santorum.

## Organizzazione
- Program Advisor: Phillip E. Johnson
- Program Director: Stephen C. Meyer
- Associate Director: John G. West

### Senior fellows
- Michael J. Behe
- David Berlinski
- Paul Chien
- William A. Dembski
- Michael Denton[4]
- David DeWolf
- Guillermo Gonzalez
- Bruce L. Gordon
- Michael Newton Keas
- David Klinghoffer
- Jay Richards
- Richard Sternberg
- Richard Weikart
- Jonathan Wells
- John G. West
- Benjamin Wiker
- Jonathan Witt

### Fellows
- John Bloom
- Raymond Bohlin
- Walter Bradley
- J. Budziszewski
- Robert Lowry Clinton
- Jack Collins [5]
- William Lane Craig
- Michael Flannery
- Brian Frederick
- Mark Hartwig
- Cornelius G. Hunter
- Robert Kaita
- Dean H. Kenyon
- Forrest Mims
- Scott Minnich
- J. P. Moreland
- Paul Nelson
- Nancy Pearcey
- Pattle Pak-Toe Pun
- John Mark Reynolds
- Henry F. Schaefer, III
- Geoffrey Simmons
- Wolfgang Smith
- Charles Thaxton

### Ex Fellows
- Francis J. Beckwith
- John Angus Campbell
- Robin Collins
- Jack Harris
- Robert C. Koons [6]
- Jed Macosko
- Janet Moneymaker
- Jonathan Moneymaker
- Joseph Poulshock
- Anthony Rizzi
- Marcus R. Ross[7]
- Mark Ryland
- Siegfried Scherer
- Jeffrey Schloss[8][9]
- Wesley J. Smith